# Johann Georg Schürer
Johann Georg Schürer (ur. około 1720 w Raudnitz, zm. 16 lutego 1786 w Dreźnie) – niemiecki kompozytor.

## Życiorys
Około 1746 roku przybył wraz z włoską trupą operową Angelo Mingottiego do Drezna, gdzie związał się z dworem księcia elektora Fryderyka Augusta II. Początkowo pełnił funkcję dyrektora muzyki kościelnej w kaplicy dworskiej, a od 1751 do 1780 roku w dworskim kościele św. Trójcy. Komponował głównie utwory religijne (oratoria, msze, części mszalne, motety, litanie, magnifikaty), jego twórczość zachowała się tylko częściowo. Należał do reprezentantów okresu wczesnoklasycznego, stanowiącego przejście od barokowej polifonii do stylu galant.
Skomponował m.in. oratoria Il Figliuol Prodigo (1747), Isacco figura del Redentore (1748) i La Passione di Jesu Christo (b.d.), opery Astrea placata ovvero La felicità della terra (wyst. Warszawa 1746), La Galatea (wyst. Drezno 1746), L’Ercole sul Termodonte (wyst. Drezno 1747), Doris (wyst. Drezno 1747) i Calandro (wyst. Drezno 1748), ponadto kilka kantat.